# Alejandro Márquez (Fußballspieler, 1991)
Alejandro Samuel Márquez Pérez (* 31. Oktober 1991 in Loncoche) ist ein chilenischer Fußballspieler. Der defensive Mittelfeldspieler gewann eine chilenische Meisterschaft und die Copa Sudamericana 2011.

## Karriere

### Verein
Alejandro Márquez begann seine Karriere 2010 bei Unión Temuco und war wichtiger Bestandteil des Teams. 2011 wurde der 1,73 m große Mittelfeldspieler an den Erstligisten Universidad de Chile verliehen, bei dem er nur ein Spiel absolvierte und nach sechs Monaten nach Temuco zurückkehrte. 2013 wechselte er zu Stadtrivale Deportes Temuco und wurde erneut verliehen. Bei CD O’Higgins blieb er auch nach seiner Leihe, als fester Bestandteil der Mannschaft der Primera División. 2019 war er an den brasilianischen Verein Paraná Clube verliehen. Bei O’Higgins blieb Márquez bis 2021 und kehrte anschließend zu Deportes Temuco zurück. Im März 2023 verletzte er sich am linken Knie und fiel drei Monate aus. 2024 verpflichteten die Rangers de Talca den Mittelfeldspieler. Im Dezember 2024 gab er seinen Wechsel zum CD Cobresal bekannt.

### Nationalmannschaft
Mit der U20-Nationalmannschaft unter Trainer César Vaccia nahm Márquez an der Südamerikameisterschaft in Peru teil. Chile qualifizierte sich für die Finalrunde, wurde dort aber nur Fünfter.

## Erfolge
Universidad de Chile
- Chilenischer Meister: 2011-C
- Copa-Sudamericana-Sieger: 2011